# Donje Dvorišće
Donje Dvorišće je naselje grada Dugo Selo u Zagrebačkoj županiji. 

Smješteno je na sjeveroistočnom dijelu administrativnog područja grada na lokalnoj cesti Gornje Dvorišće - Lukarišće na 106 metara nadmorske visine. Od Dugog Sela udaljeno je 3 km. U naselju aktivno djeluje dobrovoljno vatrogasno društvo. 

## Stanovništvo
Po popisu stanovništva iz 2001. godine u naselju je živio 141 stanovnik. 

Prema popisu stanovništva iz 2011. godine naselje je imalo 188 stanovnika.

Naselje pripada rimomokatoličkoj župi "Uzvišenja sv. Križa" Dugo Selo II.
| broj stanovnika | 116   | 108   | 94    | 113   | 122   | 133   | 131   | 131   | 127   | 115   | 103   | 98    | 74    | 71    | 141   | 188   | 172   |
|                 | 1857. | 1869. | 1880. | 1890. | 1900. | 1910. | 1921. | 1931. | 1948. | 1953. | 1961. | 1971. | 1981. | 1991. | 2001. | 2011. | 2021. |